# Кузьменко Михайло Григорович
Миха́йло Григо́рович Кузьме́нко (10 липня 1904 , Суджа, Суджанський повіт, Курська губернія, Російська імперія  — 29 серпня 1960 , Одеса, Одеська область, Українська РСР, СРСР ) — український радянський партійний діяч, голова Ізмаїльського та Кримського облвиконкомів. Депутат Верховної Ради УРСР 2—4-го скликань. Член Ревізійної комісії КПУ в 1952—1954 р. Член ЦК КПУ в 1954—1956 р. Кандидат у члени ЦК КПУ в 1956—1960 р.

## Біографія
Народився 1904 року в родині робітника в місті Суджа, тепер Курська область, Росія.
Трудову діяльність розпочав у одинадцятирічному віці. У 1915—1923 роках — робітник та підмайстер Іволжанського винокурного заводу (гуральні) Сумського повіту Харківської губернії; учень слюсаря та слюсар цукроварень на Сумщині.
У 1923—1924 роках — у Суджанському міському комітеті комсомолу.
З 1924 року — голова робітничого комітету радгоспу імені Леніна Краснопільського району Сумського округу. З 1928 року — голова робітничого комітету і член заводського комітету Угроїдського цукрокомбінату Красносльського району Сумщини.
Член ВКП(б) з 1929 року.
У 1930—1933 роках — директор Сумської машинно-тракторної станції (МТС), директор Богодухівської МТС Харківської області. У 1933—1938 роках — директор Глобинської МТС на Полтавщині.
У 1938—1939 роках — заступник завідувача Полтавського обласного земельного відділу, начальник зернового управління Полтавського обласного земельного відділу. У 1939—1941 роках — завідувач Полтавського обласного земельного відділу.
З осені 1941 року перебував при Народному комісаріаті землеробства УРСР. З 1942 року — у Червоній армії. Учасник німецько-радянської війни. У 1942—1943 роках — уповноважений Військової ради Донського і Південно-Західного фронтів.
З вересня 1943 по 1944 рік — завідувач Полтавського обласного земельного відділу.
У лютому 1944 — жовтні 1949 року — заступник голови виконавчого комітету Полтавської обласної ради депутатів трудящих.
У жовтні (затв. у серпні) 1949 — 23 листопада 1953 року — голова виконавчого комітету Ізмаїльської обласної ради депутатів трудящих.
З листопада 1953 року — на навчанні.
У лютому 1954 — квітні 1956 року — голова виконавчого комітету Кримської обласної ради депутатів трудящих.
29 серпня 1960 року помер від інфаркту міокарда в Одесі під час відпочинку в санаторії імені Чкалова. Похований з почестями на 2-му міському християнському цвинтарі Одеси.

## Нагороди
- два ордени Трудового Червоного Прапора (17.12.1945, 23.01.1948)
- ордени
- медаль «За трудову доблесть» (31.03.1939)
- медаль «За оборону Сталінграда» (22.12.1942)
- медаль «За перемогу над Німеччиною у Великій Вітчизняній війні 1941—1945 рр.» (1945)
- медаль «За доблесну працю у Великій Вітчизняній війні 1941—1945 рр.» (2.03.1946)
- медалі